# Neopleurotomoides callembryon
Neopleurotomoides callembryon é uma espécie de gastrópode do gênero Neopleurotomoides, pertencente a família Raphitomidae.